# Dolovi
Dolovi es un pueblo de la municipalidad de Velika Kladuša, en el cantón de Una-Sana, Bosnia y Herzegovina.

## Superficie
Posee una superficie de 5,35 kilómetros cuadrados.

## Demografía
Hasta 2013 la población era de 887 habitantes, con una densidad de población de 165,9 habitantes por kilómetro cuadrado.